# Scott Bradley (Komponist)
Scott Bradley (* 26. November 1891 in Russellville, Arkansas; † 27. April 1977 in Chatsworth, Kalifornien) war ein US-amerikanischer Komponist, Pianist und Dirigent. Bekannt wurde er durch seine Musik für die MGM-Cartoons, durch die frühen Tom-und-Jerry-Cartoons (1940–1958), aber auch Cartoons wie Droopy Dog, Barney Bear und viele One-Shot-Karikaturen.

## Leben
Bradley hatte Unterricht in Orgel- und Harmonielehre bei Horton Corbett, Chorleiter der Christ Church Cathedral in Houston, und war ansonsten Autodidakt im Komponieren und Orchestrieren.
Erste Berufserfahrungen machte Bradley als Organist und Dirigent bei (Lichtspiel-)Theatern in Houston, Texas. 1926 zog Bradley nach Los Angeles, wo er anfangs Shows bei KHJ-Radio dirigierte, was zu seiner frühen Beteiligung an der neuen Ära der Animationen führte. Seine ersten Erfahrungen mit Cartoon-Musik sammelte er als Pianist bei den damals noch in den Anfängen stehenden Walt-Disney-Studios. In einem späteren Interview schilderte er seine Erinnerung an Walt Disney, der sich als Geräuschemacher bei den Schlagzeugern im Orchester engagierte. „Damals gab es keine Schnitte in der Ton-Spur. Alles musste in einem 'Take' aufgenommen werden; Musik, Effekte und Sprache.“
1929 arbeitete Bradley als Pianist bei Disney und von 1930 bis 1934 bei Ub-Iwerks-Studios. 1934 wurde er Music Director bei Harman-Ising, die den Auftrag hatten, Cartoons für MGM zu produzieren. Als MGM 1937 ihre eigene Cartoon-Abteilung eröffneten, wurde Bradley als Music Director fest angestellt, wo er auch bis zu seiner Pensionierung im Jahr 1957 blieb. Er starb am 27. April 1977 in Chatsworth, Kalifornien, wo er im Chatsworth's Oakwood Memorial Park Cemetery beigesetzt wurde.

## Arbeit
Da MGM wohl nicht dieselben Mittel hatte wie der Konkurrent Disney-Studios, die meistens ihre Cartoons mit 60-Mann-Orchestern aufnahmen, musste Bradley sich mit ein 20-Mann-Orchester begnügen.  Er hat fast nie mit Tempoabweichungen (Rubati / Ritardandi) gearbeitet, sondern immer im Tempo mit musikalischen Variationen denselben Effekt erzielt.  Am Anfang der Cartoon-Ära war es Usus, bekannte Melodien zu benutzen, und diese dann rasch zum Film zu arrangieren, so wie es sein Kollege Carl Stalling bei Disney tat. Bradleys Kompositionen wurden über die Jahre immer avancierter – bis zu dem Grad, dass er sogar Fragmente von Arnold Schönberg in seinen Werken benutzte. Er wurde auch von den Studiomusikern sehr hoch geschätzt. 

„Scott komponiert […] die schwierigsten Geigenpassagen in Hollywood - Er wird noch meine Finger brechen“

 In späteren Jahren war er einige Zeit Schüler bei Mario Castelnuovo-Tedesco.

## Werke (Auswahl)
- 1944: Puttin' on the Dog
- 1952: Johann Mouse
- 1955: Design On Jerry

Seine Musik wurde ursprünglich mit der Signatur „red cape songs“ veröffentlicht.

## Auszeichnungen und Preise

### Academy Awards für denbesten Kurzfilm

#### Prämierungen
- 1943: Tom spielt Feuerwerker (The Yankee Doodle Mouse)
- 1944: Tom bildet sich (Mouse Trouble)
- 1945: Tom der Nachtwächter (Quiet Please!)
- 1946: Tom gibt ein Konzert (The Cat Concerto)
- 1948: Tom und ich und Nibbelchen (The Little Orphan)
- 1951: Der liebe Tom verliert den Kopf (The Two Mouseketeers)
- 1952: Katz und Maus im Walzertakt (Johann Mouse) (Bradley spielt zusammen mit Jakob Gimpel Klavier)

#### Nominierungen
- 1940: Jerry treibt’s zu bunt (Puss Gets the Boot)
- 1941: Heiligabend (The Night Before Christmas)
- 1947: Geiz macht klein und hässlich (Dr. Jekyll and Mr. Mouse)
- 1949: Der kleine Specht (Hatch Up Your Troubles)
- 1950: Lehrstunde für Tom (Jerry’s Cousin)
- 1954: Tom und der neue Mausketier (Touché, Pussy Cat!)

### Annie Award

#### Nominierungen
- 1946: Springtime for Thomas
- 1955: That's My Mommy
- 1956: Muscle Beach Tom